# Yevsey Gindes

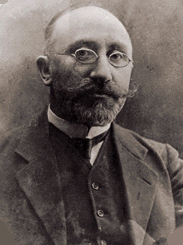
Yevsey Gindes

Yevsey Yakovleviç Gindes (russisch Евсей Яковлевич Гиндес Jewsei Jakowlewitsch Gindes; * 17. Oktober 1872 in Kiew, Russisches Kaiserreich; 5. September 1954 in Baku, Aserbaidschanische SSR, UdSSR) war ein aserbaidschanischer Staatsmann und Kinderarzt jüdischer Herkunft. Er war Gesundheitsminister der Demokratischen Republik Aserbaidschan (1918–1920) und Mitglied des aserbaidschanischen Parlaments. Gindes gilt als Pionier der modernen aserbaidschanischen Pädiatrie.

## Biographie
Gindes absolvierte 1897 die medizinische Fakultät der Kaiserlichen Universität des Heiligen Wladimir (russisch Императорский университет Святого Владимира). Anschließend arbeitete er acht jahrelang als Abteilungschef für Infektionskrankheiten in einer Kiewer Klinik, die vom Professor Wasili Tschernow geleitet wurde. Gleichzeitig führte er wissenschaftliche Forschungen im Kiewer Institut für Bakteriologie durch.
1905 schrieb der Ölproduzentenrat von Baku einen gesamtrussischen Wettbewerb für die Leitung des ersten Fabrikkrankenhauses im Kaukasus aus und wählte Gindes auf diesen Posten. In seiner neuen Funktion belieferte Gindes alle Kinderarztpraxen von Baku täglich mit Diätprodukten und organisierte parallel Fortbildungskurse für Kinderärzte.
1907 gründete Gindes die erste Kinderkrippe und den ersten Kindergarten in Baku für Familien aus armen Verhältnissen. Auf seine Initiative ging auch die Einrichtung der Bakuer Zweigstelle der Allrussischen Liga zur Bekämpfung der Tuberkulose im Jahr 1911 sowie die Gründung eines Partnerschaftsvereins, der den Kampf gegen die Kindersterblichkeit zum Ziel hatte.
1913 wurde Gindes zum Vorstandsvorsitzenden der von ihm selbst etablierten Gesellschaft der Kinderärzte und organisierte in regelmäßigen Abständen die Treffen von Kinderärzten.
Nach der Gründung der Demokratischen Republik Aserbaidschan beteiligte sich Gindes an der Formation des Gesundheitssektors und wurde am 26. Dezember 1918 im dritten Kabinett von Fətəli Xan Xoyski zum Gesundheitsminister des Landes berufen. Er eröffnete ein neues Kinderkrankenhaus im Stadtteil Bayıl und leitete zahlreiche Reformen im Gesundheitsbereich ein.
Nach der Machtergreifung der Sowjets in Aserbaidschan etablierte Gindes eine Klinik im Stadtteil Şamaxinka (Schamachinka) und wandelte diese mit der Zeit in ein pädiatrisches Institut um. Diese Einrichtung leitete er bis 1932.
Von 1945 bis zu seinem Tod war Gindes Abteilungsleiter der Klinik für Kinderkrankheiten an der Aserbaidschanischen Medizinischen Universität.